# Myrträsket (Jörns socken, Västerbotten, 723406-170688)
Myrträsket är en sjö i Skellefteå kommun i Västerbotten och ingår i Kågeälvens huvudavrinningsområde. Sjön har en area på 0,166 kvadratkilometer och ligger 266,1 meter över havet.

## Delavrinningsområde
Myrträsket ingår i det delavrinningsområde (723364-170754) som SMHI kallar för Mynnar i Kågeälven. Medelhöjden är 284 meter över havet och ytan är 14,55 kvadratkilometer. Det finns inga avrinningsområden uppströms utan avrinningsområdet är högsta punkten. Vattendraget som avvattnar avrinningsområdet har biflödesordning 2, vilket innebär att vattnet flödar genom totalt 2 vattendrag innan det når havet efter 72 kilometer. Avrinningsområdet består mestadels av skog (84 procent). Avrinningsområdet har 0,17 kvadratkilometer vattenytor vilket ger det en sjöprocent på 1,1 procent.